# Epicrates monensis ssp. monensis
Epicrates monensis ssp. monensis је гмизавац из реда Squamata и фамилије Boidae. 

## Угроженост
Ова врста се сматра угроженом.

## Распрострањење
Ареал врсте је ограничен на једну државу. 
Порторико је једино познато природно станиште врсте.